# گروه ۷۷
گروه ۷۷ (به انگلیسی: Group of 77) در ۱۵ ژوئن سال ۱۹۶۴ میلادی و توسط ۷۷ کشور در حال توسعه امضاکننده اعلامیه گروه ۷۷ در پایان نخستین جلسه آنکتاد در شهر ژنو سوئیس تأسیس شد. این گروه در حال حاضر ۱۳۵ عضو دارد و اوگاندا ریاست آن‌ را در سال ۲۰۲۴ بر عهده دارد.

## تاریخچه
نخستین اجلاس سطح وزیران این نهاد در سال ۱۹۶۷ در الجزیره پایتخت الجزایر برگزار شد که منشور در این اجلاس تدوین شد. اکنون ۱۳۲ کشور در گروه ۷۷ عضویت دارند اما با همان نام اولیه شناخته می‌شود.

## فعالیت‌ها
این سازمان محفلی برای بیان و ارتقای منافع جمعی کشورهای در حال توسعه و افزایش قدرت مذاکره این کشورها در سازمان ملل متحد در زمینه مسائل اقتصادی و امکانی برای افزایش همکاری فنی و اقتصادی میان کشورهای مزبور است.

## اعضا
در فهرست زیر اعضای مؤسس و کنونی گروه ۷۷ مشخص شده‌اند.

### اعضای مؤسس فعلی
منبع:
1. افغانستان
2. الجزایر
3. آرژانتین
4. بنگلادش
5. بنین[الف]
6. بولیوی
7. برزیل
8. بورکینافاسو[ب]
9. بوروندی
10. کامبوج
11. کامرون
12. آفریقای مرکزی
13. چاد
14. شیلی
15. کلمبیا
16. کنگو
17. کنگو
18. کاستاریکا
19. دومینیکن
20. اکوادور
21. مصر[پ]
22. السالوادور
23. اتیوپی
24. گابن
25. غنا
26. گواتمالا
27. گینه
28. هائیتی
29. هندوراس
30. هند
31. اندونزی
32. ایران
33. عراق
34. جامائیکا
35. اردن
36. کنیا
37. کویت
38. لائوس
39. لبنان
40. لیبریا
41. لیبی
42. ماداگاسکار
43. مالزی
44. مالی
45. موریتانی
46. مکزیک[ت]
47. مراکش
48. میانمار[ث]
49. نپال
50. نیکاراگوئه
51. نیجر
52. نیجریه
53. پاکستان
54. پاناما
55. پاراگوئه
56. پرو
57. فیلیپین
58. رواندا
59. عربستان سعودی
60. سنگال
61. سیرالئون
62. سومالی
63. سری‌لانکا[ج]
64. سودان
65. سوریه
66. تانزانیا[چ]
67. تایلند
68. توگو
69. ترینیداد و توباگو
70. تونس
71. اوگاندا
72. اروگوئه
73. ونزوئلا
74. ویتنام
75. یمن

### سایر اعضای فعلی
1. آنگولا
2. آنتیگوآ و باربودا
3. آذربایجان
4. باهاما
5. بحرین
6. باربادوس
7. بلیز
8. بوتان
9. بوتسوانا
10. برونئی
11. چین[ح]
12. کیپ ورد
13. کومور
14. ساحل عاج
15. کوبا
16. جیبوتی
17. دومینیکا
18. گینه استوایی
19. اریتره
20. اسواتینی[خ]
21. فیجی
22. گامبیا
23. گرنادا
24. گینه بیسائو
25. گویان
26. کیریباتی
27. لسوتو
28. مالاوی
29. مالدیو
30. جزایر مارشال
31. موریس
32. Federated States of Micronesia
33. مغولستان
34. موزامبیک
35. نامیبیا
36. کرهٔ شمالی
37. نائورو
38. عمان
39. فلسطین
40. پاپوآ گینهٔ نو
41. قطر
42. سنت کیتس و نویس
43. سنت لوسیا
44. سنت وینسنت و گرنادین‌ها
45. ساموآ
46. سائوتومه و پرنسیپ
47. سیشل
48. سنگاپور
49. جزایر سلیمان
50. آفریقای جنوبی
51. سودان جنوبی
52. سورینام
53. تاجیکستان
54. تیمور شرقی
55. تونگا
56. ترکمنستان
57. امارات متحدهٔ عربی
58. وانواتو
59. زامبیا
60. زیمبابوه